# Lago Glacial Báltico
O lago Glacial Báltico foi um enorme lago de água doce no local do atual mar Báltico, existente num período entre 16 000-11 600 anos atrás, formado pelo derretimento do grande glaciar que cobriu a Europa do Norte.

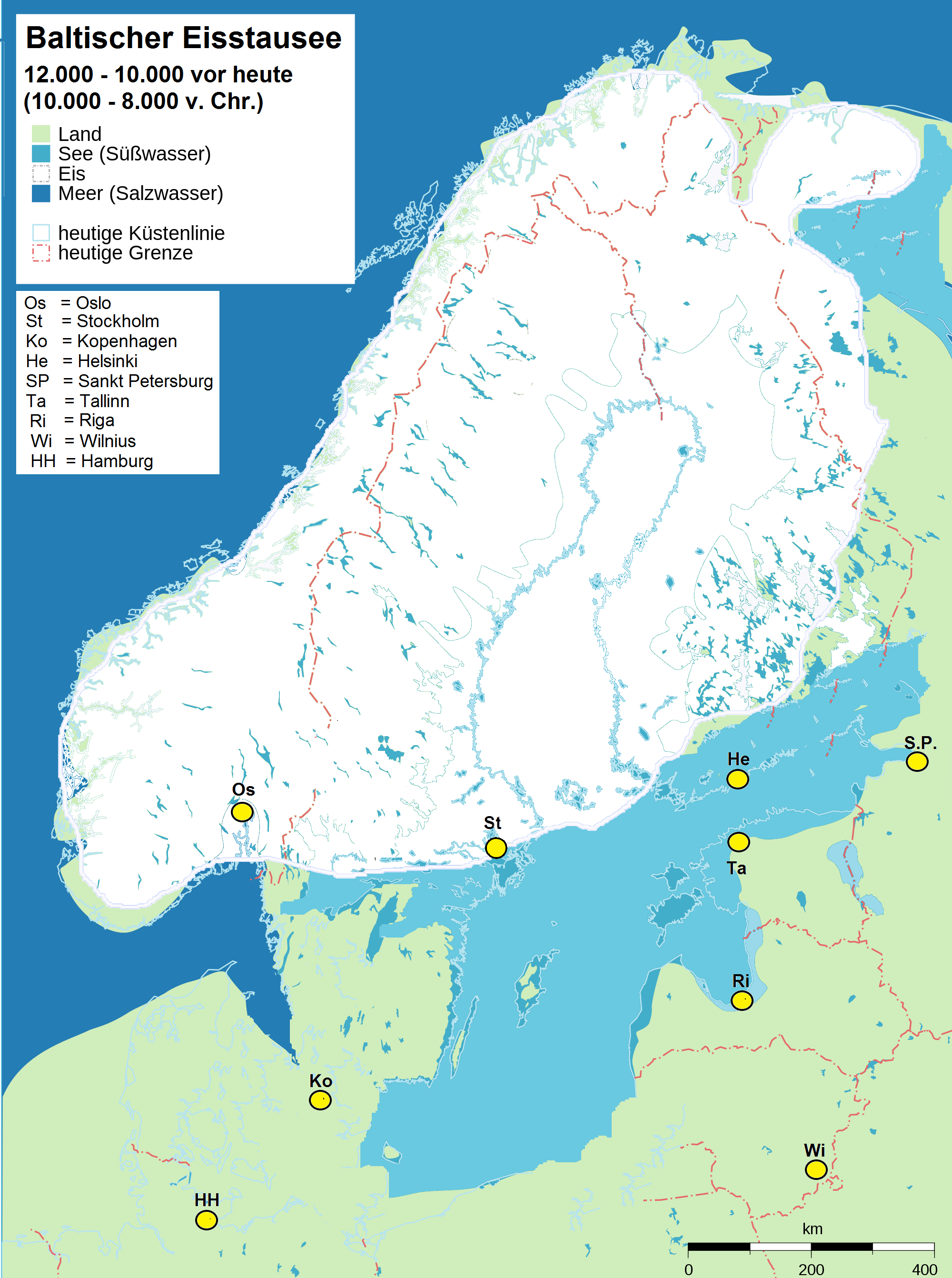
O lago Glacial Báltico há uns 10 000-12 000 anos atrás
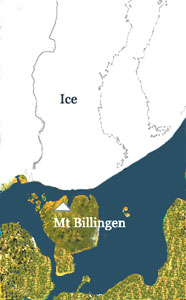
O lago de Yoldia há uns 10 000 anos
O lago Ancylus há uns 9000 anos
O mar de Litorina há uns 7000 anos

## Ver também

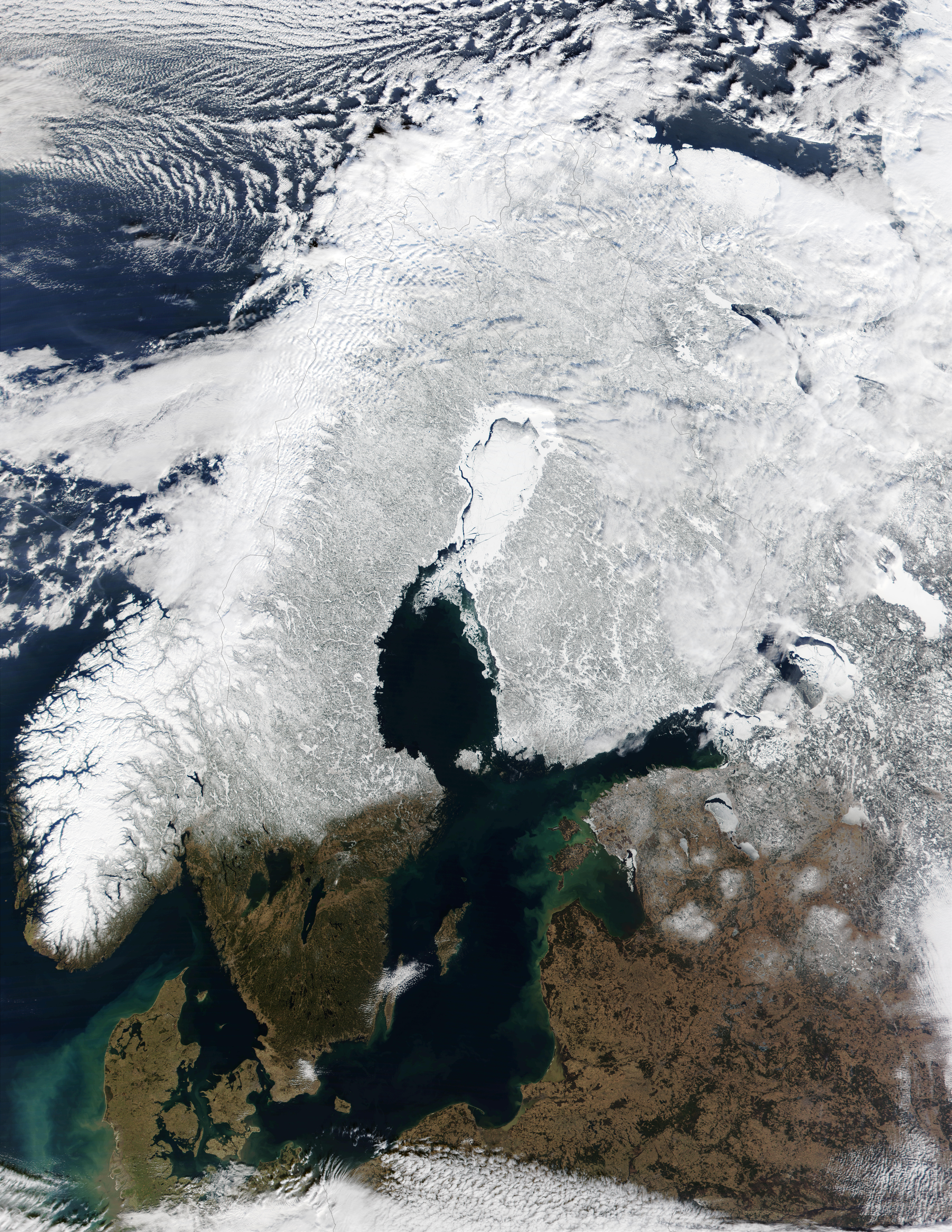
Neste mapa atual da Escandinávia durante o inverno, a extensão da neve é idêntica à extensão do grande glaciar que cobriu a região há cerca de anos.